# Super Rugby Trans-Tasman
Il Super Rugby Trans-Tasman fu uno spin-off della 26ª edizione del Super Rugby SANZAAR.
Si tenne dal 14 maggio 2021 al 19 giugno 2021 tra 10 squadre che si affrontarono con la formula della stagione regolare in gare di sola andata e ritorno più una finale in gara unica tra la prima e la seconda classificata.
Esso si tenne in coda ai due tornei che sostituirono il Super Rugby 2021, ancora non disputabile per via delle limitazioni dovute alle norme di contrasto alla pandemia di COVID-19, Super Rugby Aotearoa 2021 in Nuova Zelanda e Super Rugby AU 2021 in Australia, e vide coinvolte le dieci formazioni dei due Paesi.
Per motivi di sponsorizzazione il torneo fu noto come Harvey Norman Super Rugby Trans-Tasman in Australia e Sky Super Rugby Trans-Tasman in Nuova Zelanda.
Il torneo, dominato dalle franchise neozelandesi che occuparono i cinque primi posti della classifica relegando gli australiani dal sesto posto a scendere, fu appannaggio dei Blues, vincitori in finale a Eden Park sui connazionali Highlanders di Dunedin; per la franchise di Auckland si trattò del primo titolo in 18 anni, dopo la vittoria nel Super 12 2003.

## Formula
La stagione regolare del torneo si articolò su cinque giornate, durante le quali ciascuna delle franchise di un Paese affrontò le cinque dell'altro.
Al termine della fase a gironi, le prime due si sarebbero incontrate in gara unica in casa della prima classificata.

## Squadre partecipanti
| Australia     | Nuova Zelanda |
| ------------- | ------------- |
| Brumbies      | Blues         |
| Rebels        | Chiefs        |
| Reds          | Crusaders     |
| Waratahs      | Highlanders   |
| Western Force | Hurricanes    |

## Stagione regolare

### Risultati
| Data      | 1ª giornata               | Risultato |
| --------- | ------------------------- | --------- |
| 14-5-2021 | Highlanders – Reds        | 40-19     |
| 14-5-2021 | Waratahs – Hurricanes     | 48-64     |
| 15-5-2021 | Crusaders – Brumbies      | 31-29     |
| 15-5-2021 | Rebels – Blues            | 3-50      |
| 15-5-2021 | Western Force – Chiefs    | 19-20     |
|           |                           |           |
| Data      | 4ª giornata               | Risultato |
| 4-6-2021  | Crusaders – Western Force | 29-21     |
| 4-6-2021  | Reds – Blues              | 24-31     |
| 5-6-2021  | Highlanders – Waratahs    | 59-23     |
| 5-6-2021  | Brumbies – Hurricanes     | 12-10     |
| 6-6-2021  | Chiefs – Rebels           | 36-26     |

| Data      | 2ª giornata                 | Risultato |
| --------- | --------------------------- | --------- |
| 21-5-2021 | Hurricanes – Rebels         | 35-13     |
| 21-5-2021 | Western Force – Highlanders | 15-25     |
| 22-5-2021 | Blues – Waratahs            | 48-21     |
| 22-5-2021 | Chiefs – Brumbies           | 40-19     |
| 22-5-2021 | Reds – Crusaders            | 28-63     |
|           |                             |           |
| Data      | 5ª giornata                 | Risultato |
| 11-6-2021 | Hurricanes – Reds           | 43-14     |
| 11-6-2021 | Brumbies – Highlanders      | 12-33     |
| 12-6-2021 | Rebels – Crusaders          | 26-52     |
| 12-6-2021 | Blues – Western Force       | 31-21     |
| 12-6-2021 | Waratahs – Chiefs           | 7-40      |

| Data      | 3ª giornata                | Risultato |
| --------- | -------------------------- | --------- |
| 28-5-2021 | Hurricanes – Western Force | 43-6      |
| 29-5-2021 | Waratahs – Crusaders       | 28-54     |
| 29-5-2021 | Blues – Brumbies           | 38-10     |
| 29-5-2021 | Reds – Chiefs              | 40-34     |
| 30-5-2021 | Highlanders – Rebels       | 42-27     |

### Classifica
|  |     | Squadra       | G | V | N | P | PF  | PS  | P±   | B | Pt |
|  | --- | ------------- | - | - | - | - | --- | --- | ---- | - | -- |
|  | 1.  | Blues         | 5 | 5 | 0 | 0 | 198 | 79  | 119  | 3 | 23 |
|  | 2.  | Highlanders   | 5 | 5 | 0 | 0 | 199 | 96  | 103  | 3 | 23 |
|  | 3.  | Crusaders     | 5 | 5 | 0 | 0 | 229 | 132 | 97   | 3 | 23 |
|  | 4.  | Hurricanes    | 5 | 4 | 0 | 1 | 195 | 93  | 102  | 5 | 21 |
|  | 5.  | Chiefs        | 5 | 4 | 0 | 1 | 170 | 111 | 59   | 3 | 19 |
|  | 6.  | Brumbies      | 5 | 1 | 0 | 4 | 82  | 152 | −70  | 1 | 5  |
|  | 7.  | Reds          | 5 | 1 | 0 | 4 | 125 | 211 | −86  | 1 | 5  |
|  | 8.  | Western Force | 5 | 0 | 0 | 5 | 82  | 148 | −66  | 1 | 1  |
|  | 9.  | Rebels        | 5 | 0 | 0 | 5 | 95  | 215 | −120 | 0 | 0  |
|  | 10. | Waratahs      | 5 | 0 | 0 | 5 | 127 | 265 | −138 | 0 | 0  |

## Finale
| Arbitro: | Mark Fraser |

| |              | |
| Telea 17’ Gibson 77’ | mt           | |
| Black 18’ Plummer 78’ | tr           | |
| Plummer 25’, 70’ Black 40+2’ | c.p.         | 6’, 35’, 60’, 65’ Hunt 67’ J. Ioane |
| · Sullivan · Heem · R. Ioane · TJ Faiane · Telea · 24’ 35’ 67’ Black · 67’ Christie · 49’ Hodgman · 80+1’ Eklund · 51’ Laulala · 58’ 64’ Tuipulotu (c) · Cowley-Tuioti · 67’ A. Ioane · Papalii · Sotutu | Formazioni   | · J. Ioane · Tomkinson 28’ 35’ 73’ · Collins · Gregory · Nareki · Hunt · A. Smith (c) · Himeno 78’ · de Groot 49’ · Dixon 24’ 49’ · Tokolahi 54’ · B. Evans · Parkinson 49’ · Renton 54’ · Harmon |
| · 24’ 35’ 67’ Plummer · 49’ Tu’inukuafe · 51’ Renata · 58’ 64’ Goodhue · 67’ Gibson · 67’ Ruru · 80+1’ Niuia                                                                                             | Sostituzioni | · Coltman 28’ 35’ 49’ · Dickson 49’ · A. Johnstone 49’ · J. Hohneck 54’ · Lentjes 54’ · Gilbert 73’ · Ben-Nicholas 78’                                                                            |
| Leon MacDonald | Allenatori   | Clarke Dermody |